# Lucidity (jeu vidéo)
Lucidity est un jeu vidéo de plates-formes développé par LucasArts, sorti en 2009 sur Windows et Xbox 360.

## Accueil
- Jeuxvideo.com : 14/20[1]